# Nachal Jir'on
Nachal Jir'on (hebrejsky: נחל יראון) je krátké vádí v Horní Galileji, v severním Izraeli.
Začíná v nadmořské výšce necelých 700 metrů poblíž izraelsko-libanonské hranice, nedaleko jihozápadního okraje vesnice Jir'on. Směřuje pak k jihovýchodu, přičemž se prudce zařezává do okolního terénu. V horním úseku míjí lokalitu, v níž archeologové objevily zbytky starého vinařského lisu. Dál po proudu se v jižních svazích Ramat Bar'am nad vlastním vádí rozkládají tři jeskyně, které místní lidé nazývají Me'arot Šlošat ha-Dovim (מערות שלושת הדובים, Jeskyně tří medvědů). Ze svahů nad tokem Nachal Jir'on se nabízí výhled do okolní krajiny. Nakonec vádí zleva ústí do kaňonu Nachal Dišon naproti hoře Har Rejchan. Údolí Nachal Jir'on je turisticky využíváno, ale vede podél něj lokální silnice 899.